# 320
Cette page concerne l'année 320  du calendrier julien. Pour l'année 320 av. J.-C., voir 320 av. J.-C. Pour le nombre 320, voir 320 (nombre). Pour l'avion, voir Airbus A320.
L'année 320 est une année bissextile qui commence un vendredi.

## Événements

### Empire romain
- 17 décembre : décret interdisant aux païens les sacrifices domestiques (publié à Rome le 8 mars 321)[1].

- Crispus, fils de Constantin, remporte une nouvelle victoire sur les Francs qui assure à la frontière rhénane près de vingt ans de tranquillité[2].

### Hors de l'empire
- Inde, 26 février : début de l'ère Gupta[3] ; Chandragupta Ier (319-335) fonde la dynastie des Gupta dans l'Inde du Nord[4].

## Naissances en 320
- Constant Ier, empereur romain associé (ou 323).
- Xie An, homme politique chinois († 385).

## Décès en 320
- 9 mars : Les Quarante martyrs de Sébaste, soldats chrétiens de la Legio XII Fulminata, condamnés à périr de froid nus sur un étang gelé[5].